# انتقام‌گیر (فیلم)
انتقام گیر (به انگلیسی: Revenger) یک فیلم سینمایی اکشن محصول سال ۲۰۱۸ کره جنوبی به کارگردانی لی سونگ وون است و با بازی بروس خان ، پارک هی ، یون جین سو و کیم این کوون است.   این فیلم در ۶ دسامبر ۲۰۱۸ منتشر شد. 

## داستان
در آینده گروهی از جنایتکاران خطرناک در یک جزیره جهنمی زندانی می‌شوند. مردی عمداً خود را برای اطلاع و انتقام از قتل خانواده خود به این جزیره سفر می‌کند.   

## تولید
- فیلمبرداری اصلی از ۹ اکتبر ۲۰۱۷ آغاز شد و در ۲۷ آوریل ۲۰۱۸ به پایان رسید. [۶]
- برخی قسمت های فیلم در اندونزی فیلمبرداری شده است. [۷]
- این فیلم اولین کارگردانی برای لی سونگ وون و اولین نقش اصلی بروس خان بود. [۴]